# Elizabeth Gillies
Elizabeth Egan „Liz” Gillies (ur. 26 lipca 1993 w Haworth) – amerykańska aktorka, piosenkarka i tancerka.

## Życiorys

### Wczesne lata
Urodziła się w Haworth w stanie New Jersey jako córka Lorrie i Dave’a Gilliesa. Wychowywała się z młodszym bratem George’em (ur. 1996). Ma pochodzenie irlandzkie i włoskie. Uczęszczała do Hollywood Arts High School.

### Kariera
W wieku dwunastu lat poszła na lokalny casting i zaczęła występować w reklamach dla takich firm jak Virgin Mobile. Jako 15-latka zadebiutowała na Broadwayu w musicalu o dorastaniu pod tytułem 13 (2008), grając postać Lucy. Musical cieszył się ogromnym powodzeniem do 4 stycznia 2009.
Po raz pierwszy wystąpiła w telewizji jako młoda Jenny w trzech odcinkach serialu NBC The Black Donnellys (2007), a później zagrała Jade West w serialu Nickelodeon Victoria znaczy zwycięstwo (2010–2013). Podkładała głos w serialu animowanym Nickelodeon Klub Winx (2011–2015), a także grała główną rolę Gigi w serialu komediowym FX Sex&Drugs&Rock&Roll (2015–2016). 
Wystąpiła także w różnych filmach fabularnych i telewizyjnych, w tym jako Evelyn Taylor w komedii Harold (2008) u boku Cuby Goodinga Jr., jako Shelby Wexler w komedii młodzieżowej Elita (2008), filmie krótkometrażowym Maxa Landisa Śmierć i powrót Supermana (2011) czy jako Callie Ross w dreszczowcu telewizyjnym Lifetime Rodzinna tajemnica (2014) z Williamem R. Mosesem. 
W 2017 przyjęła rolę spadkobierczyni miliarderki i dyrektor ds. energetyki Fallon Carrington w serialu The CW Dynastia. 
W 2011 Gillies zadebiutowała jako piosenkarka w serialu Victoria znaczy zwycięstwo z piosenką „Give It Up” w duecie z Arianą Grande. Podczas występu nagrała inne piosenki, w tym „You Don't Know Me” i „Take a Hint” z Victorią Justice, obie piosenki są częścią albumów ze ścieżki dźwiękowej Victoria znaczy zwycięstwo. Nagrała również oficjalną piosenkę pod tytułem „We Are Believix”, do którego sierpniu 2012 ukazał się już teledysk. Ma swoje konto na YouTube o nazwie „LizGilliesOfficial”, gdzie dodaje covery popularnych piosenek, w tym „Wild Horses” zespołu The Rolling Stones, „You and I” Lady Gagi, „For No One” The Beatles, „Jealous Guy” Johna Lennona, „Father and Son” Cata Stevensa i „One ad Only” Adele. Nagrała także piosenkę z Maxem Schneiderem pod tytułem „Somewhere Only We Know” i z Arianą Grande „Christmas Song”.

## Życie prywatne
8 sierpnia 2020 Gillies poślubiła producenta muzycznego, który m.in. pisał piosenki do serialu Victoria znaczy zwycięstwo, Michaela Corcorana podczas prywatnej ceremonii w New Jersey. Para zaczęła spotykać się na planie serialu, kiedy Elizabeth miała 19 lat, a Michael 40.

### Film i telewizja
| Rok       | Tytuł                                          | Postać                                      |
| --------- | ---------------------------------------------- | ------------------------------------------- |
| 1995      | 6 to 8 Frozen Zone                             | 4-letnia Melissa                            |
| 2007      | The Black Donnellys                            | młoda Jenny                                 |
| 2008      | Harold                                         | Evelyn Taylor                               |
| 2008      | Elita                                          | Shelby Wexler                               |
| 2010-2013 | Victoria znaczy zwycięstwo                     | Jade West                                   |
| 2011      | iCarly: Przyjęcie z Victoria znaczy zwycięstwo | Jade West                                   |
| 2011      | Klub Winx                                      | Daphne (głos)                               |
| 2011      | Białe kołnierzyki                              | Chloe                                       |
| 2011      | Big Time Rush                                  | Heather Fox (odcinek Big Time Secret)       |
| 2012      | Białe kołnierzyki                              | Chloe Woods (odcinek Upper West Side Story) |
| 2012      | Even After High                                | Raven Queen                                 |
| 2012      | Figure It Out                                  | ona sama                                    |
| 2013      | Sam & Cat                                      | Jade West                                   |
| 2014      | Killing Daddy                                  | Callie Ross                                 |
| 2014      | Monstrum                                       | Mandy                                       |
| 2015-2016 | Sex&Drugs&Rock&Roll                            | Gigi                                        |
| 2017-2021 | Dynastia (Dynasty)                             | Fallon Carrington                           |

### Teledyski
| Rok  | Tytuł Piosenki              | Album                    |
| ---- | --------------------------- | ------------------------ |
| 2011 | Give It Up                  | Victorious               |
| 2011 | I Want You Back             | Victorious               |
| 2011 | All I Want Is Everything    | Victorious               |
| 2011 | Leave It All To Shine       | Victorious               |
| 2012 | Don't You (Forget About Me) | Victorious 2.0           |
| 2012 | Take a Hint                 | Victorious 2.0           |
| 2012 | Shut Up 'N Dance            | Victorious 2.0           |
| 2012 | Five Fingaz to the Face     | Victorious 2.0           |
| 2012 | We Are Believix             | Winx Club Deluxe Version |
| 2012 | You Don't Know Me           | Victorious 3.0           |
| 2013 | Right There                 | Yours Truly              |
| 2015 | One Last Time               | My Everything            |
| 2018 | Thank u, next               | Thank u, next            |